# El voto ponderado
El voto ponderado es el título de un libro escrito por Vicente Blanco Gaspar publicado en 1981 sobre la utilización del sistema de voto ponderado en organizaciones internacionales para la paz como Naciones Unidas. Obtuvo el Premio Luis García Arias del Instituto Hispano Luso Americano de Derecho Internacional en 1981.

## Historia
El voto ponderado es un concepto vinculado a las democracias que tiene un desarrollo histórico datado desde las democracias griegas atenienses. Los precedentes históricos más antiguos que se citan en el libro son la Liga de Licia y el Consejo Anfictiónico. La Liga de Licia duró del año 168 a. c. hasta el año 50 d. c. y estaba compuesta por veintitrés ciudades que tenían asignado el voto en función de su tamaño.
La consideración de los diferentes propósitos de la organización, liga o institución en la que se utiliza el voto ponderado, justifica los diferentes pesos en el voto que se asignan a cada participante. El voto ponderado expresa esas diferencias, mientras que obvia el principio de igualdad. Se analiza cómo aplicar el voto plural a organismos internacionales como la Organización de las Naciones Unidas, si es necesario contemplar otros entes como las culturas o las asociaciones de ciencias y artes según los objetivos, y valorar el potencial del voto ponderado para otras metas.

## Datos de la obra
El libro analiza la representación de los países en diferentes Organismos internacionales en función de los sistemas de votación utilizados en cada caso y su influencia en las relaciones internacionales. Las repercusiones del sistema de voto en el peso de cada país revierte en su economía interna y en las relaciones exteriores de cada estado. Expone las ventajas de las cumbres internacionales, así como los inconvenientes de delegar. Las cumbres internacionales se generalizaron en sincronía con el aumento de la relevancia de las organizaciones internacionales. Se revisan a otros autores que han analizado la utilización del voto ponderado, y se revisan organismos, como el Banco Mundial y la Unión Europea que han incorporado el voto ponderado. También se evalúa la representación proporcional utilizadas en algunos organismos internacionales como el Parlamento Europeo.
La reconsideración del concepto de soberanía estatal junto a la convivencia con la organización internacional y la organización supranacionalidad. El libro recopila las corrientes conocidas como "literatura de la paz" que intentaron impulsar un orden mundial apoyado en la organización internacional con ponderación de votos.
Está prologado por Adolfo Miaja de la Muela (Universidad de Valencia), Louis B. Sohn (Universidad de Harvard), y José Luis de Azcárraga y Bustamante (Universidad de Alcalá de Henares). El profesor Louis B. Sohn escribió al prologar el libro "...es un estudio en profundidad de uno de los problemas mas complejos y pudo haber sido la última palabra sobre el tema si no fuera porque la ingenuidad de la mente humana puede producir nuevas ideas, elementos o fórmulas...El momento de realizar esta idea está llegando y todos deberíamos agradecer que el autor haya hecho el enorme esfuerzo de reunir para nosotros esta información de una manera tan clara y tan bien organizada." El libro analiza las conferencias internacionales como herramientas en la diplomacia contemporánea a partir de la Segunda Guerra Mundial. Las cumbres de cada Organismo internacional, con la participación de cada presidente de estado impulsan las relaciones exteriores, y los avances tecnológicos facilitan los encuentros.
El autor, Vicente Blanco Gaspar, durante su estancia en la Universidad de Harvard, investigó y fue profesor ayudante de Louis B. Sohn, el promotor mundial de los estudios sobre el voto ponderado. Sohn también impulsó las ideas sobre la supranacionalidad que Blanco desarrolló en el libro Derecho Internacional, Comunidad y Unión Europea publicado en 1986.

## Estructura

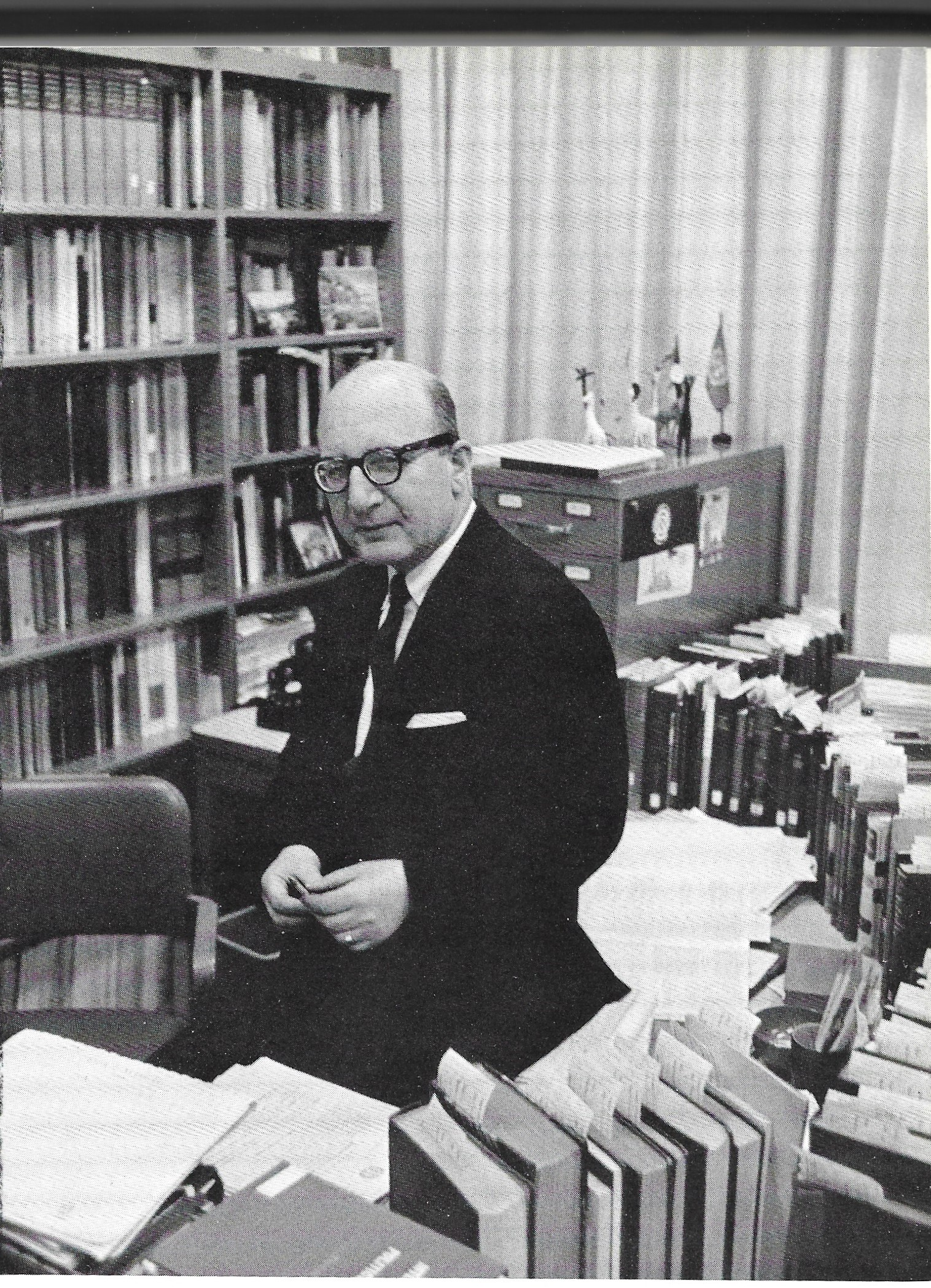
Louis B. Sohn, autor del prólogo

Los contenidos se estructuran en un capítulo preliminar y tres capítulos. En el preliminar se hace un recorrido histórico del sistema de voto ponderado, desde la Liga de Licia hasta la Autoridad de los Fondos Marinos o la Agencia Internacional de la Energía. Además del estudio histórico, este capítulo preliminar incluye un análisis comparado con los sistemas de representación proporcional en constituciones de Estados unitarios y federales.
En el capítulo primero analiza el criterio de población para la adjudicación de representación o de voto en un sistema de representación proporcional de voto ponderado. Se exponen las referencias del profesor Louis B. Sohn recomendando la reestructuración de la Organización de las Naciones Unidas para conseguir los objetivos de contribuir a la paz mundial, recogidos en la publicación La paz mundial por el derecho mundial. Se completa el capítulo con el análisis de los tres métodos, el matemático, el de los grupos y el del divisor, utilizados para convertir los datos de población en términos de representación o de votos.
En el capítulo segundo se introducen otros factores además de la población, como el nivel educativo, el nivel económico, la situación y potencial de cada país, así como las contribuciones específicas a la organización. Se estudian diferentes planes que incluyen todos estos factores como por ejemplo el plan de William Penn.
Finalmente en el tercero se analizan los sistemas de voto ponderado propuestos por estos autores de planes de representación proporcional o de voto ponderado, para acceder a diferentes cámaras representativas. Los marcos orgánicos en los que operan los sistemas de voto ponderado, o representación proporcional como puede ser una cámara de diputados.

## Reconocimientos
- El voto ponderado fue premio Luis García Arias, concedido por unanimidad, según el jurado presidido por el Canciller de Venezuela, Efraín Schacht Aristiguieta en la edición del premio del Instituto Hispano Luso Americano de Derecho Internacional de 1981.[13]